# Rafaela Crespín Rubio
Rafaela Crespín Rubio, née le 5 décembre 1976, est une femme politique espagnole membre du Parti socialiste ouvrier espagnol (PSOE).
Elle est élue députée de la circonscription électorale de Cordoue à l'occasion des élections générales d'avril 2019.

## Biographie

### Formation et profession
Rafaela Crespín est titulaire d'un magistère en éducation spécialisée obtenu à l'université de Cordoue. Éducatrice spécialisée, elle monte en 1998 une unité d'accueil de jour sur sa commune pour des personnes en situation de handicap.

### Activités politiques

#### Étape à La Carlota
Elle adhère au Parti socialiste ouvrier espagnol (PSOE) en 1998. Elle est élue conseillère municipale de sa ville natale lors des élections municipales de l'année suivante et ensuite désignée par ses pairs députée provinciale à la députation de Cordoue en représentation du district judiciaire de Posadas. Elle est élue secrétaire générale des Jeunesses socialistes de Cordoue en 2001. Réélue conseillère municipale et députée provinciale lors du scrutin local de mai 2003, elle est promue première vice-présidente de la députation, déléguée aux Services sociaux.
Elle conduit la liste du PSOE lors des élections municipales de mai 2007. Avec un score de 64,86 % des voix, elle fait élire 12 conseillers municipaux sur les 17 que compte le conseil municipal et est investie maire de la ville en remplacement de Francisco Pulido ; quittant alors la députation provinciale. Elle obtient un nouveau mandat en mai 2011 après avoir recueilli 48,74 % des voix et dix mandats. En 2012, elle devient coordinatrice au Bien-être et à l'Égalité au sein de la direction provinciale des socialistes de Cordoue puis, en novembre 2013, secrétaire à la Politique municipale de la direction régionale, après l'élection de Susana Díaz comme secrétaire générale du Parti socialiste ouvrier espagnol d'Andalousie (PSOE-A).

#### Déléguée de la Junte à Cordoue
Le 20 janvier 2015, après avoir renoncé la veille à ses responsabilités municipales, elle est choisie pour occuper les fonctions de déléguée de la Junte d'Andalousie dans la province de Cordoue par le gouvernement Díaz I. Elle remplace alors Isabel Ambrosio qui démissionne pour mener campagne en vue des élections municipales de mai suivant à Cordoue. Elle entre en fonctions deux jours plus tard et promet de les exercer avec « proximité et transparence »,.
Évincée de la direction régionale du PSOE-A au profit de María Jesús Serrano, elle annonce au début du mois de septembre 2017 sa candidature au poste de secrétaire général du PSOE de la province de Cordoue dont les primaires sont prévues le 1er octobre suivant et doivent servir à élire le successeur de Juan Pablo Durán. Elle est alors la troisième à faire part de sa candidature, après le président de la députation Antonio Ruiz, proche de Susana Díaz, et Teba Roldán, proche du secrétaire général national Pedro Sánchez,. Au terme de la phase du recueil des parrainages, seul Antonio Ruiz obtient le seuil de parrainages fixé à 20 % ; Rafaela Crespín s'étant unie à celui-ci. Proclamé élu sans besoin de primaires, Ruiz forme après d'intenses négociations sa nouvelle direction dans laquelle Crespín est nommée secrétaire à l'Organisation et numéro trois des socialistes cordouans, derrière María Dolores Amo qui est choisie pour occuper les fonctions de vice-secrétaire générale chargée de la Politique municipale,. Prenant tout le monde de court, Crespín annonce le 14 novembre avoir demandé à être relevée de ses responsabilités administratives afin de se consacrer entièrement à ses nouvelles fonctions organiques pour « faire face aux défis que le parti devra affronter dans les prochains temps parmi lesquels l'ouverture de plusieurs processus électoraux de la plus grande importance »,,. Elle est remplacée par Esther Ruiz Córdoba. Officieusement, la démission permet à Crespín d'éviter une révocation pouvant avoir des répercussions sur sa légitimité comme secrétaire à l'Organisation ; le parti et Antonio Ruiz subissant l'influence de Juan Pablo Durán.

#### Députée nationale
À l'approche des élections générales d'avril 2019, elle est investie en deuxième position sur la liste présentée par le parti dans la circonscription de Cordoue et conduite par le ministre de l'Agriculture Luis Planas,. Avec un score de 34,4 % des voix, le parti remporte deux des six sièges en jeu et Crespín est élue au Congrès des députés. Première vice-présidente de la Commission du Travail, des Migrations et de la Sécurité sociale, elle est membre suppléant de la députation permanente. Réélue lors des législatives anticipées de novembre suivant, elle conserve ses responsabilités, en plus de devenir porte-parole adjointe à la commission constitutionnelle.
Au début du mois de septembre 2021, dans la continuité de l'important remaniement de son gouvernement opéré deux mois plus tôt, Pedro Sánchez annonce une profonde modification de la direction des deux groupes parlementaires socialistes par laquelle le canarien Héctor Gómez est promu nouveau porte-parole socialiste au Congrès des députés en remplacement d'Adriana Lastra et Rafaela Crespín devient la nouvelle secrétaire générale du groupe à la place de Rafael Simancas, nommé secrétaire d'État aux Relations avec les Cortes. Elle devient également membre du comité d'organisation du 40e congrès du PSOE devant avoir lieu en octobre suivant à Valence. En novembre, Crespín est proclamée secrétaire générale du PSOE de la province de Cordoue ; les deux autres aspirants, dont Antonio Ruiz — secrétaire général sortant et président de la députation, s'étant retirés,.
Héctor Gómez est toutefois remplacé par Patxi López en septembre 2022. À cette occasion, Rafaela Crespín est également remplacée comme secrétaire générale parlementaire par la députée madrilène Isaura Leal. Crespín décline alors la proposition de López de rester membre de la direction du groupe socialiste au poste de porte-parole adjoint, afin de se concentrer sur la préparation des élections municipales dans la province de Cordoue. En mars 2023, Crespín prend la présidence de la commission de la Politique territoriale du Congrès, en remplacement de María Luisa Carcedo, démissionnaire.